# Estació de Port Comercial - La Factoria
Port Comercial | La Factoria és una estació de la de la L10 Sud del metro de Barcelona al viaducte de la Zona Franca.
Està al carrer A, entre els carrers 2 i 3 de la Zona Franca, a l'altura de la sortida d'on es dipositen els materials inflamables del Port de Barcelona.
Aquesta estació forma part del Tram 2 de la L9/L10 (Zona Franca | ZAL – Zona Universitària), i compta amb ascensors i escales mecàniques.

## Història
La construcció va començar el 2003, però les obres es van alentir per retards a altres parts de la línia. El 2011 els treballs s'aturen a causa de manca de finançament. A final del 2012 es reprenen per enllestir la infraestructura ferroviària del viaducte per permetre la connexió de les cotxeres de la Zona Franca amb la branca de l'aeroport. El 2018 es reactiven els treballs de l'estació i al començament del 2021 comencen les proves de conducció Es posa en servei el 7 de novembre de 2021 en el perllongament de la L10 Sud des de l'estació de Zona Franca fins Zal-Riu Vell. Per la seva banda, es preveu posar en marxa tot el tram comú del túnel de la L10 el 2027.

## Serveis ferroviaris
| Metro de Barcelona             |         |       |             |                        |
| Procedència/Destinació         | <       | Línia | >           | Procedència/Destinació |
| ZAL \| Riu Vell                | Ecoparc |       | Zona Franca | Collblanc              |
| Projectat                      |         |       |             |                        |
| Pratenc                        | Ecoparc | obres | Zona Franca | Gorg                   |
| Font ampliació: PDI 2009-2018. |         |       |             |                        |